# Melfi
Melfi är en kommun i provinsen Potenza, i regionen Basilicata, Italien. Kommunen hade 17 878 invånare (2017) och gränsar till kommunerna Aquilonia, Ascoli Satriano, Candela, Lacedonia, Lavello, Monteverde, Rapolla, Rionero in Vulture, Rocchetta Sant'Antonio
Melfi är provinsens näst största stad efter kommunen Potenza och regionen Basilicatas fjärde största stad.